# Quake 4
Quake 4 — науково-фантастична відеогра жанру шутера від першої особи, розроблена Raven Software при безпосередній підтримці id Software і видана Activision в 2005 році. У грі використовується дещо модифікований ігровий рушій Doom 3.
Сюжетно Quake 4 є продовженням Quake II, оповідаючи про наступний етап війни землян з чужопланетними загарбниками строґґами.

## Ігровий процес

Протагоніст у перестрілці зі строґґами

### Основи
Як і в попередніх іграх серії Quake, гравець виступає в ролі бійця, що бореться з численними ворогами шляхом стрілянини. Він володіє запасом здоров'я, бронею, та різноманітним арсеналом зброї. Місцями йому доводиться шукати й натискати кнопки, щоб відкрити шлях далі, а також керувати військовою технікою, щоб супроводити союзників або розчистити плацдарм.
Quake 4 надає вищий, ніж у попередниць, рівень графіки, використання більшої кількості світлих і барвистих територій, завдяки поліпшенням у роботі світла й тіні. На відміну від Quake і Quake II, сюжетно обумовлені великі відкриті простори, на яких демонструється ведення бою з ворожою технікою. Було вдосконалено штучний інтелект нападників: у деяких розділах рівень здоров'я і броні допомагають відновити напарники із загону — медики та інженери. Крім того, як і в традиційній командній грі, супровідні десантники надають значну вогневу підтримку.

### Зброя
У цій грі використовується така зброя:
- Бійцівська рукавиця (англ. Gauntlet) — початкова зброя в мультиплеєрі, являє собою рукавичку з циркулярною пилкою. Завдає середніх ушкоджень, але вимагає близького контакту з ворогом.
- Бластер (англ. Blaster) — футуристичний аналог пістолета зі схожим призначенням. Порівняно слабка зброя, що дається відпочатку, але яка має нескінченний боєзапас, не вимагає перезарядки і напів-автоматично влучає в ціль.
- Кулемет (англ. Machinegun) — стандартна зброя піхотних військ землян і створених із них строґґів. Скорострільна зброя, що завдає додаткових ушкоджень строґґам і обладнана ліхтариком. Кулемет універсальний за застосуванням, ефективний проти більшості ворогів і дозволяє навіть збивати ракети.
- Дробовик (англ. Shotgun) — зброя солдатів-землян для бою проти піхоти на ближній дистанції, але малоефективна на великій відстані.
- Гранатомет (англ. Grenade Launcher) — ефективний проти броньованих ворогів і груп противників, але наділений малою скорострільністю. Випущений снаряд детонує або при контакті з тілом супротивника, або через 2,5 секунди після пострілу.
- Гіпербластер (англ. Hyperblaster) — потужна зброя солдатів Землі, яка стріляє чергами високотемпературної плазми. Має хорошу скорострільність, вогневу міць і малий розкид пострілів. Однак швидкість зарядів порівняно низька, що робить гіпербластер малоефективним проти далеких і швидких цілей.
- Голчаста рушниця (англ. Nailgun) — строґґівська зброя, що вистрілює флешетти. Ефективна на середній дистанції, її постріли дуже сильні, але повільні і перед стріляниною зброя мусить кілька секунд розкручуватися.
- Ракетна установка (англ. Rocket Launcher) — завдає атаки по площі, що робить її ефективною як проти груп ворогів, так і великих босів. При великій забійності, зброя стріляє дуже повільно.
- Рейкова рушниця (англ. Railgun) — снайперська розробка строґґів. Здатна з одного пострілу вбити більшість ворогів, але після кожного пострілу перезаряджається і має малий магазин.
- Блискавкова рушниця (англ. Lightning Gun) — експериментальна розробка строґґів, що випускає безперервний розряд. Не потребує перезарядки, проте дуже швидко вичерпує боєзапас. Здатна скидати ворожі силові щити і паралізувати противників.

- Генератор темної матерії (англ. Dark Matter Generator або англ. Dark Matter Gun) — найпотужніша ручна зброя з розроблених строґґами. Вистріляє згустки темної матерії, котрі порівняно повільно летять до цілі, де створюють сингулярність, яка втягує в себе все навколо. Ефективна проти всіх типів ворогів, але має дуже низьку скорострільність і великий час перезарядки. Ця зброя за значенням і дизайном подібна до BFG-9000 з Doom 3.
- Вогнемет (англ. Flamethrower, в оригінальній версії Napalm Gun — напалмова зброя) — зброя тільки для мультиплеєру, що стріляє липкими згустками палаючої рідини. Рідина налипає на стіни й підлогу і вражає ворогів весь час, поки вони контактують з нею.

### Мультиплеєр
Геймплей в мультиплеєрі Quake 4 аналогічний в основах Quake III, але більш швидкісний і насичений стріляниною. Швидкість у Quake 4 досягається в першу чергу за рахунок таких чинників, як компактність карт (мультиплеєрних рівнів), великий розмір моделі персонажа і особливості пересування. В Quake 4 представлено так зване ковзання, яке в комбінації з іншими способами прискорення дозволяє гравцеві розганятися в русі.
З бонусів надаються бонуси здоров'я (відновлює частину здоров'я чи все), осколки броні і броня (поглинає атаки), четверні ушкодження (тимчасово збільшує силу всієї зброї вчетверо), невидимість (тимчасово приховує від ворогів), регенерація (певний час постійно відновлює здоров'я) і поспіх (тимчасово збільшує швидкість руху і стрілянини). На картах зустрічаються катапульти й телепорти, що перекидають учасників у віддалені місця, чим урізноманітнюють тактику.
В Quake 4 існують такі мультиплеєрні режими:
- «Бій насмерть» (англ. Deathmatch) — кожен намагається вбити якомога більше противників до вичерпання часу. Після загибелі бійці відроджуються у випадковому місці.
- «Командний бій насмерть» (англ. Team Deathmatch) — те саме, але учасники діляться на дві протиборчі команди.
- «Турнір» (Шаблон:Lang.en) — учасники діляться на пари противників, що борються одночасно. Переможець одного бою бореться з переможцем іншого і так далі, поки не лишиться один.
- «Захоплення прапора» (англ. Capture the Flag) — учасники діляться на дві команди десантників і строґґів. Кожна команда має на своїй базі прапор, метою є захопити ворожий прапор і принести його на свою базу, не втративши власного.
- «Захоплення прапора на арені» (англ. Arena Capture the Flag) — те саме, але на карті розкидані додаткові бонуси: скаут (збільшує швидкість і скорострільність, але позбавляє броні), охоронець (надає збільшений запас броні та регенерацію), подвоювач (тимчасово збільшує силу всієї зброї вдвоє), регенерація набоїв (певний час постійно поповнює боєзапас). Ефект від цих бонусів може доповнювати ефект від звичайних[5].

## Сюжет
Акт 1. За декілька тижнів після фіналу Quake II військове командування Земної Федерації спорядило другу ударну армію. Гравець виступає в ролі десантника спецзагону «Носоріг» (англ. Rhino squad), капрала Метью Кейна, який бере участь в контратаці на столичну планету строґґів Строґос. Однак на підльоті до планети виявляється, що вороги не такі дезорієнтовані після втрати свого лідера Макрона, як здавалося. Більшість кораблів несподівано збивають і десант розкидує місцевістю. Кейн розшукує вцілілих товаришів та пробивається разом з лейтенантом Скоттом Воссом крізь траншеї до гармати, що обстрілює кораблі на орбіті. Їм вдається пробити вхід усередину. Кейн зустрічає мінера капрала Родеса, якого супроводжує до ангара, щоб знищити зброю строґґів і розчищає для «Ганнібала» зону висадки.
Акт 2. Метью піднімається на борт «Ганнібала», де йому доручають закласти бомбу в Тетравзол — комунікаційний центр строґґів. Спершу йому доводиться супроводити крізь каньйон конвой, який обстрілюють строґґи. Шлях перегороджують лазери, тож Кейн вирушає на пошуки інженера Стросса. В глибині ворожих споруд він знаходить шуканого спеціаліста і допомагає відбитися від строґґів. Подорож продовжується, капрал захищає конвой та стикається з павукоподібним роботом Збірником, якого з боєм долає.
Метью досягає Тетравузла, та строґґам вдається вивести з ладу бомбу. Десантники опиняються під обстрілом, а Кейн отримує наказ знищити Тетравузол іншим шляхом — знищити систему його охолодження і спричинити розплавлення. Досягнувши контрольної кімнати, Кейн бачить там нового Макрона, що схоплює його.
Акт 3. Кейн отямлюється на заводі з виробництва кіборгів, де полонених людей перетворюють на нових строґґів. Метью піддають болісним операціям: вживлюють у тіло механізми, відрізають ноги і замінюють їх протезами. Останнім етапом стає вживлення чипа, що придушує волю. Але тут земляни нападають на завод і капралу вдається уникнути останньої операції. Втікши з конвеєра, він отримує доступ до строґґівської зброї та лікувальних станцій, а також починає розуміти написи мовою строґґів. Боєць береться до боротьби проти кіборгів і знищує обладнання заводу.
Герой прямує крізь численних ворогів до союзників, дорогою рятуючи деяких побратимів. Але він не встигає врятувати лейтенанта Восса, якого строґґи перетворюють на кіборга, і змушений його вбити. Прибуває десантний літак і забирає Кейна на борт «Ганнібала».
Акт 4. Бійці «Ганнібала» приймають Метью, хоча й побоюються його після кіборгізації. Починається штурм ядра зв'язку строґґів та пошуки їхнього лідера Макрона, відновленого після минулої поразки. Снайпер Александро Кортез супроводжує Кейна до Вежі Сховища Даних, де йому доводиться відкривати шлях для решти військ. Кейн відновлює функціонування Вежі, щоб отримати доступ до центру керування кіборгами — Нексуса. Користуючись потягом і системою телепортів, він пробивається усе вглиб та зустрічається з Вартовим мережі, якого знищує і заходить до Нексуса.
Акт 5. Телепорт переносить Метью до Ядра Нексуса, де перебуває Макрон, якого захищають численні кіборги. Він долає його завдяки силі зброї та кмітливості, після чого постає перед Мозком Нексуса. Розстрілявши цей центр керування строґґами, капрал повертається на борт «Ганнібала». Він отримує вітання вцілілих бійців загону «Носоріг», але невдовзі йому доповідають про нове завдання.

## Вимоги
Мінімальні вимоги:
- Pentium 4/Athlon XP 2 ГГц
- 512 МБ пам'яті
- 3D-прискорювач з 64 МБ пам'яті
- 3 ГБ на вінчестері

Рекомендовані вимоги:
- Pentium 4/Athlon XP 3 ГГц
- 1 ГБ пам'яті
- 3D-прискорювач з 256 МБ пам'яті
- 3 ГБ на вінчестері

## Оцінки й відгуки
| Агрегатор    | Оцінка                                              |
| ------------ | --------------------------------------------------- |
| GameRankings | 81.68% (PC) 75.52% (X360)                           |
| Metacritic   | 81/100 (PC) (62 reviews) 75/100 (X360) (52 reviews) |

| Видання        | Оцінка                  |
| -------------- | ----------------------- |
| 1Up.com        | B- (PC) B+ (X360)       |
| Eurogamer      | 7/10 (PC) 6/10 (X360)   |
| GameRevolution | C+                      |
| GameSpot       | 8.0/10(PC) 6.6/10(X360) |
| GameSpy        | (PC) · (X360)           |
| GamesRadar+    | [ 19 ]                  |
| GameTrailers   | 8.9/10                  |
| IGN            | 8.2/10                  |
| VideoGamer.com | 8/10                    |